# Franz Dochow
Carl Hermann Franz Dochow, född den 27 januari 1875 i Halle an der Saale, död den 19 april 1932 i Heidelberg, var en tysk jurist, son till Adolph Dochow.
Dochow blev 1897 student vid universitetet i Halle, där han 1900 promoverades till Dr. phil., 1906 till Dr. iur. samt habiliterade sig 1907 och, efter att under en tid ha varit knuten till Heidelbergs universitet, 1915 blev extra ordinarie professor.